# Ambatolahy (Ihosy)
Pour les articles homonymes, voir Ambatolahy.
Ambatolahy est un bourg et une commune rurale située dans la région d'Ihorombe (province de Fianarantsoa), dans le Sud de Madagascar.

## Population et société

### Démographie
La population est estimée à environ 10 000.

## Économie
Les ressources agricoles sont les rizières, la culture de manioc et la sucre de canne.